# Asklepieion

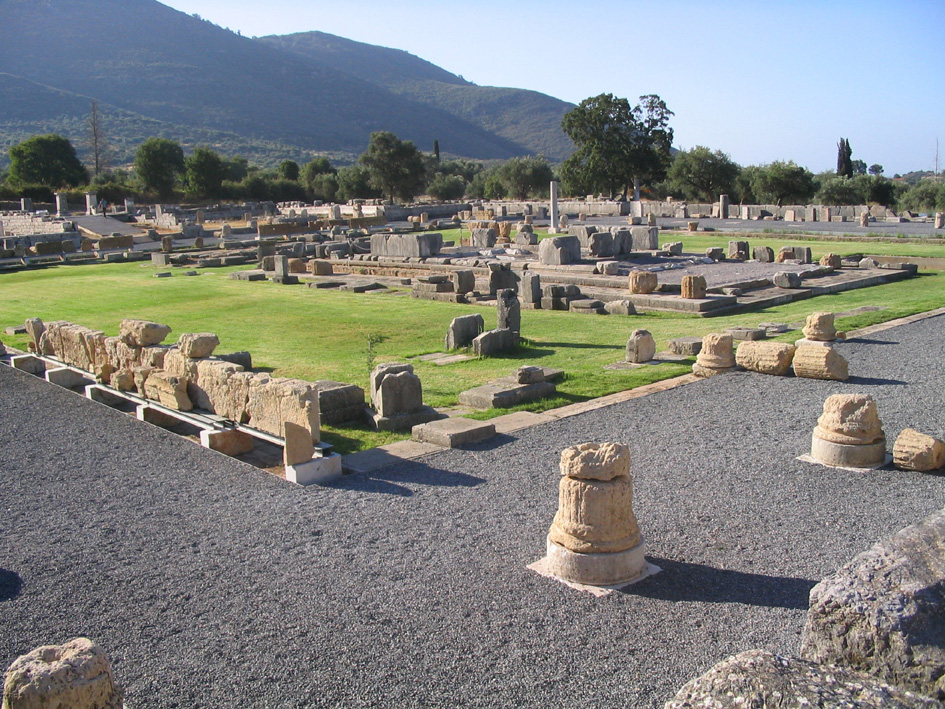
Het asklepieion van Messene

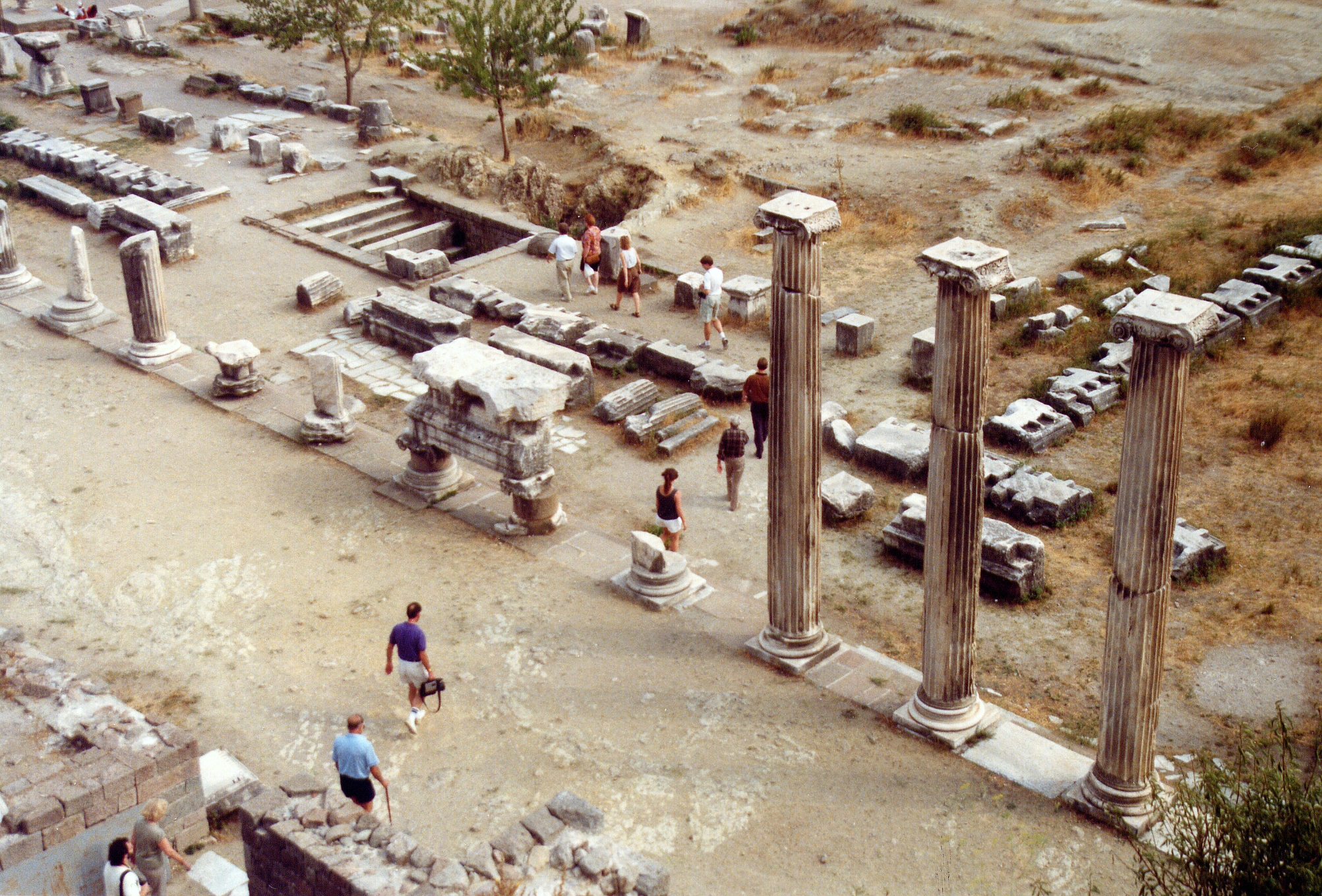
Het asklepieion van Pergamon

Een Asklepieion (Oudgrieks Ἀσκληπιεῖον / Asklêpieĩon; Latijn Aesculapium, naar Asklepios, de oud-Griekse god-heros van de heelkunst) is een antiek Grieks sanatorium. Ongeveer 300 van dergelijke geneesplaatsen zijn aan ons bekend. Bijzondere vermelding verdienen in het bijzonder die van Epidauros, van Trikke in Thessalië, het Asklepieion op Kos alsook de Aklepieia van Messene en Pergamon.
Die in Epidauros is alles wel beschouwd de belangrijkste in haar soort, en diende ook als voorbeeld voor de bouw van die van Kos. Het Asklepieion van Trikki komt bijzondere vermelding toe, daar de cultus van de god Asklepios, zoon van Apollon en schutspatroon van de heilkunst, in Thessalië zijn oorsprong vond en heeft van daaruit de gehele antieke, Griekse wereld veroverd. Het Asklepieion op het eiland Kos dankt haar belang aan Hippokrates, de meest bekende arts van de oudheid, die op Kos was geboren. Waarschijnlijk werd deze geneesplaats pas na zijn dood opgericht.

## Asklepieion van Trikke

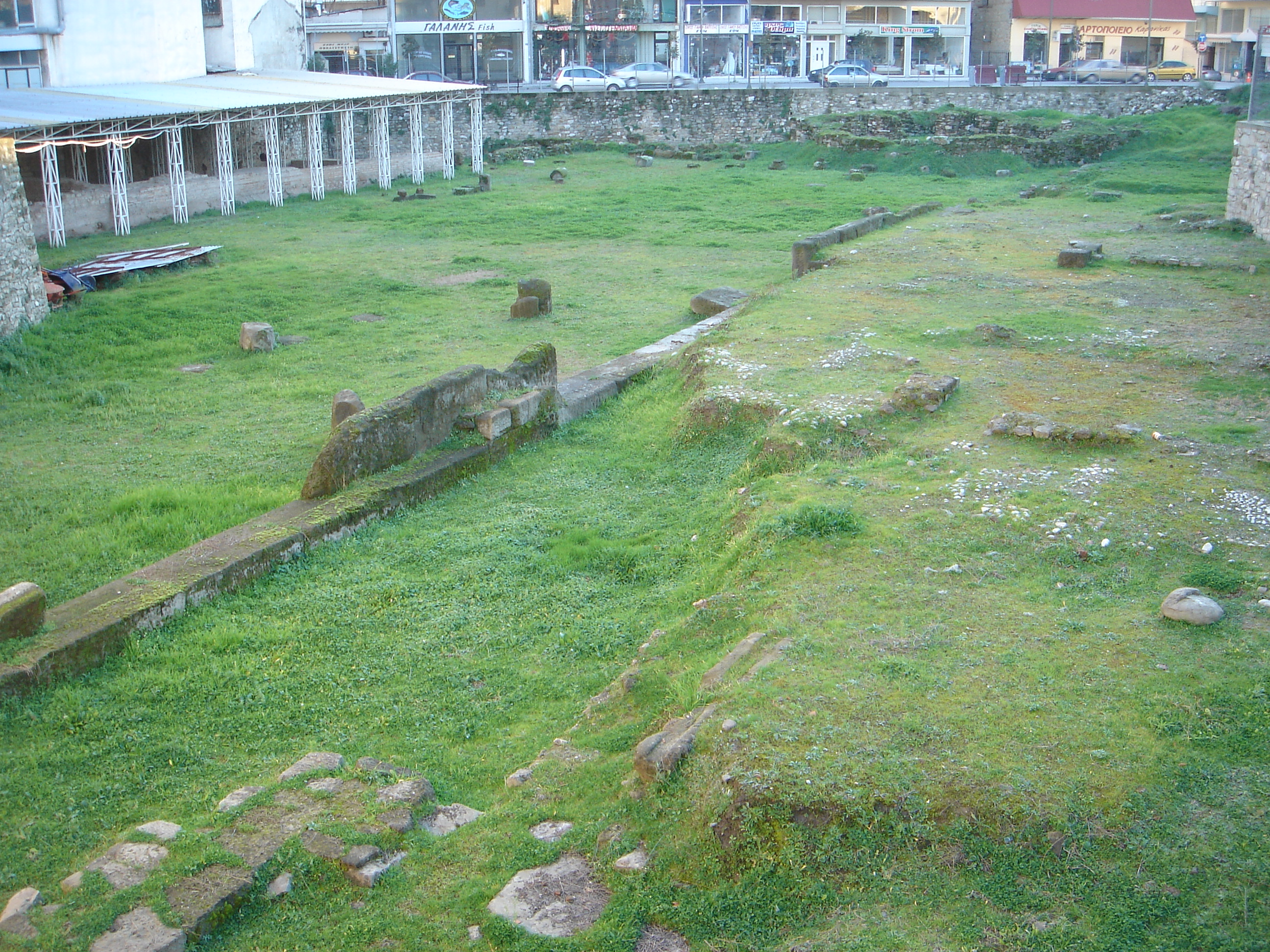
Ruïnes van het Asklepieion van Trikke

Het Asklepieion van Trikke in Thessalië werd reeds door Homerus beschouwd als het oudste heiligdom van Asklepios, van waaruit de Asklepios-cultus zich zou hebben verspreid over de rest van de Griekse wereld en later zelfs daarbuiten.
De teruggevonden restanten van dit Asklepieion zijn goed bewaard en wijzen op een uitgestrekt heiligdom.

## Asklepieion van Epidauros
Het Asklepieion van Epidauros is zoals gezegd het belangrijkste in haar soort en zou dienen als model voor het Asklepieion van Kos. Asklepieia zijn echter niet allen gelijk.

### Geschiedenis
De oudste resten van de Asclepiuscultus dateren van de 6e eeuw, maar hij beleefde zijn hoogste bloei vanaf einde 4e eeuw (toen er om de vier jaar Asclepiusfeesten werden gehouden met sport- en muziekwedstrijden) tot de 2e eeuw v.Chr. (toen de historicus Pausanias er nog over schreef). Het door dankoffers van de talloze genezenen rijk geworden heiligdom werd herhaaldelijk geplunderd. Ook de Romeinse veldheer Sulla liet in 86 v.Chr. zijn legionairs hier naar hartenlust plunderen. Toch bleef het heiligdom in de Romeinse periode een populair kuuroord met luxueuze badhuizen, tot het in 267 na Chr. door de invallende Goten werd gehavend en in 426 na Chr. definitief gesloten werd, op bevel van keizer Theodosius II. Verwoestingen (o.a. door christenen die stenen weghaalden om er 5 km verder, in Ligourion, een kerk mee te bouwen) en natuurelementen deden vervolgens de rest…

### Gebruiken
Aangetrokken door de reputatie van de genezende godheid kwamen in de Oudheid talloze zieken, op raad van de behandelende priesters hun heil zoeken in een genezende slaap. Na een offer voor de goden en de verplichte rituele zuivering brachten de zieken de nacht door in een gewijde slaapruimte, het abaton, waar zij sliepen op de gestroopte huid van de offerdieren. Gedurende hun slaap werden zij door Asclepius ofwel dadelijk genezen, ofwel bezocht in de vorm van dromen, die door de priesters werden geanalyseerd en geïnterpreteerd. Steunend op aanwijzingen uit deze dromen stelden zij een geïndividualiseerde therapie op, gebaseerd op een aangepast dieet, relaxatie en fysieke oefeningen, baden en intellectueel vermaak. Dit verklaart het belang van het uitstekend bewaarde theater, van de aanwezige sportinfrastructuur (met onder meer een stadion) en bibliotheken, én van de vierjaarlijkse Asclepiusfeesten (met sport- en muziekwedstrijden die echter nooit de andere Panhelleense Spelen konden evenaren). De patiënten betuigden hun dankbaarheid door het offer van een haan en van ex voto's met de afbeelding van het genezen lichaamsdeel (een gebruik dat in christelijke bedevaartplaatsen verder leeft).
Door talrijke bewaarde opschriften zijn een reeks curatieve voorschriften en methodes bekend, waaruit ook blijkt dat de Asclepius-priesters eerder afkerig stonden tegenover de wetenschappelijke beoefening van de geneeskunde, zoals ze door de school van Hippocrates werd onderwezen. Dat de behandeling in Epidaurus wel degelijk succes kende, bewijzen talrijke inscripties die wonderbare genezingen documenteren.

### Bezienswaardigheden

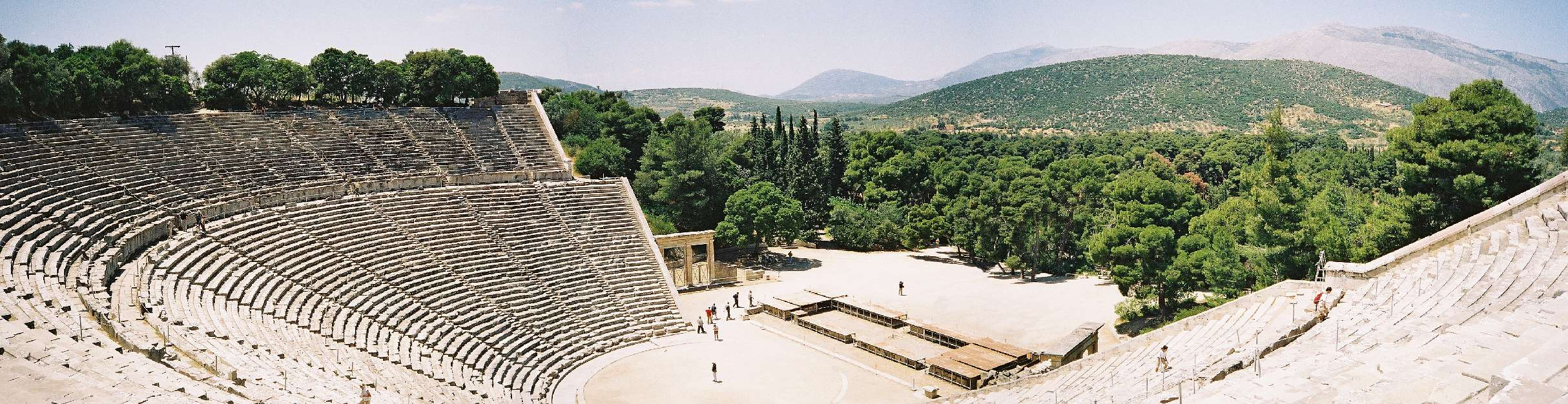
Panoramisch beeld van het theater in het asklepieion van Epidaurus

Het gaafbewaarde theater, dat als een reusachtige schelp tegen de flank van de heuvel ligt, werd in de 4e eeuw v.Chr. gebouwd door de architect Polycletus de Jongere uit Argos, volgens zuiver wiskundige principes. Het biedt plaats aan 14.000 toeschouwers, en de akoestiek is er ronduit fantastisch (dit wordt voortdurend gedemonstreerd door gidsen!). Er zijn 55 rijen zitplaatsen: 34 onder het middenpad (diazoma), verdeeld in 12 sectoren, en 21 erboven, verdeeld in 22 sectoren. Omdat ongeveer geldt: 34/21 = 55/34 = 1,61 = φ kan hierin een verband worden gezien met de gulden snede. De eregasten zaten op de eerste rij: zij kregen een rugleuning en zitkussentjes. De vloer van de orchestra heeft een diameter van ruim 20 meter; van hieraf worden zelfs zwakke geluiden, zoals zuchten of fluisteren, ongestoord tot aan de hoogste zitplaatsen gedragen, bijna 23 meter hoger. Vanwege deze bijzondere akoestiek is het theater beroemd.
Dit best bewaarde theater uit de Griekse oudheid komt in de zomermaanden weer tot leven, omdat er dan, in het kader van het Festival van Epidaurus, elke vrijdag- en zaterdagavond antieke tragedies en komedies worden opgevoerd door Griekse en buitenlandse toneelgezelschappen. Het theater ligt enigszins verwijderd van het eigenlijke heiligdom, waarvan enkel vrij onoverzichtelijke ruïnes overblijven.
Het stadion (125m x 25m) dateert uit de 5e eeuw v.Chr.
Het kleine, maar interessante museum herbergt de beeldhouwwerken afkomstig van de voornaamste gebouwen, maar ook een collectie (Romeinse) medische instrumenten, ex voto's en inscripties die getuigen over de vele wonderbare genezingen.Veel van de vondsten zijn echter ooit naar het Nationaal museum in Athene overgebracht.

## Asklepieion van Athene

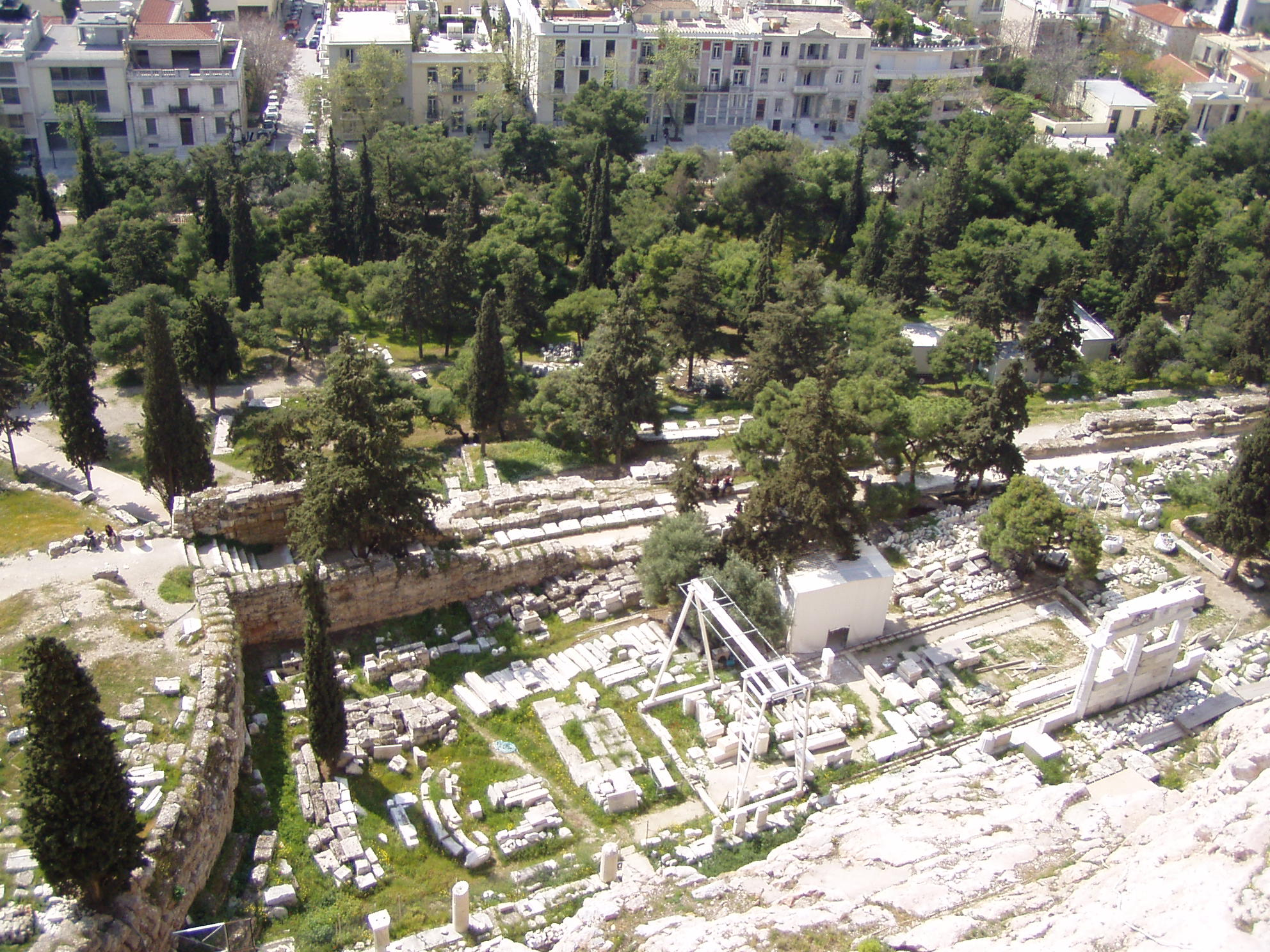
Het Asklepieion van Athene nabij de Acropolis

## Voetnoot
1. ↑  Ilias II 729 e.v. en IV 200 e.v.
2. ↑  (en) complex asklepieia. Geraadpleegd op 4 oktober 2023.